# أدريان سي. لويس
أدريان سي. لويس (بالإنجليزية: Adrian C. Louis)‏ (1947 - 9 سبتمبر 2018)؛ شاعر وروائي أمريكي.

## روابط خارجية
- أدريان سي. لويس على موقع IMDb (الإنجليزية)
- أدريان سي. لويس على موقع ميوزك برينز (الإنجليزية)
- أدريان سي. لويس على موقع قاعدة بيانات الفيلم (الإنجليزية)